# Gutleutanlage (Mosbach)

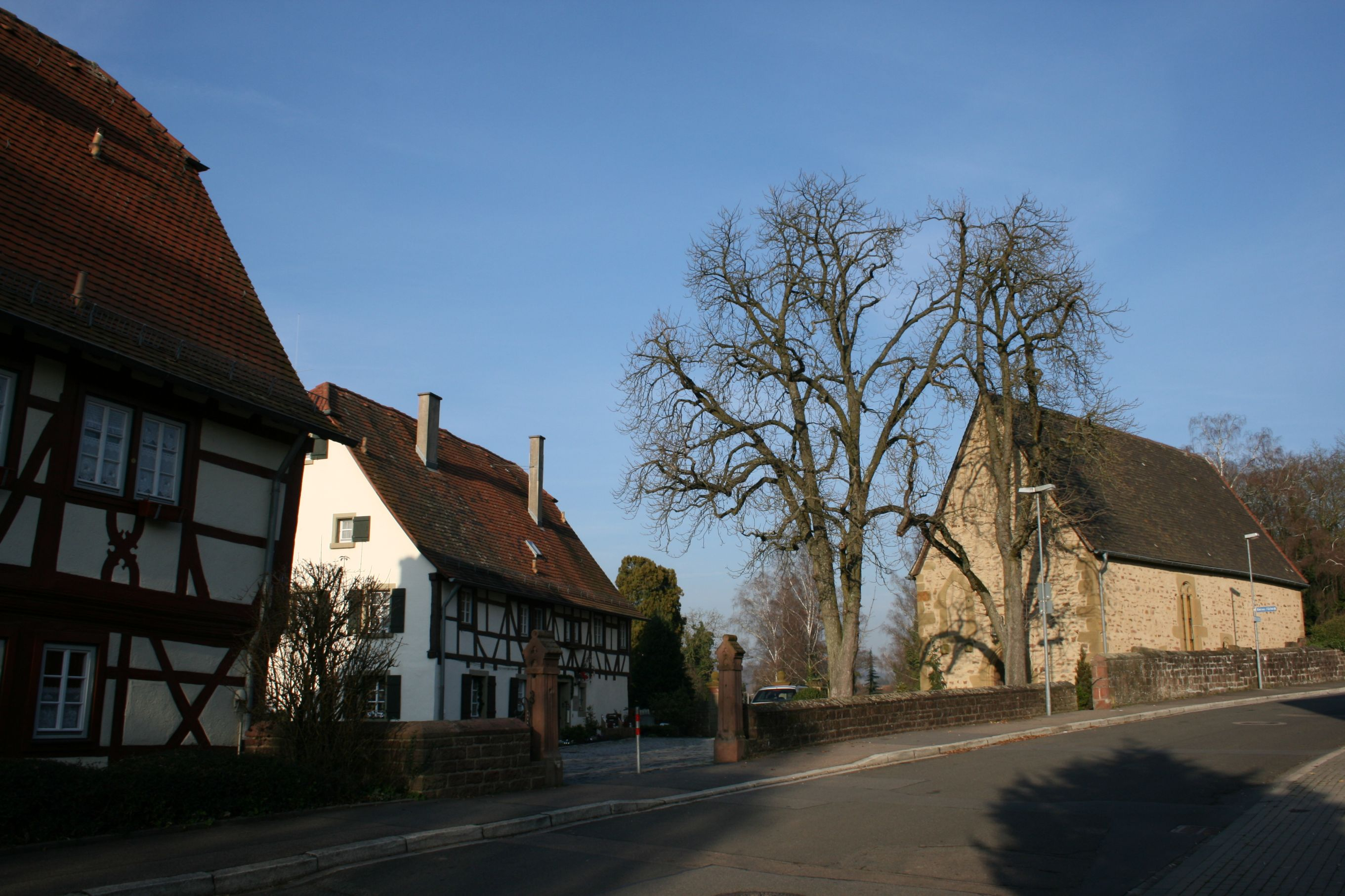
Gesamtansicht

Die Gutleutanlage in Mosbach ist ein spätmittelalterliches Ensemble aus Gutleuthaus (Haus für Leprakranke), Elendshaus und Gutleutkapelle. Die Anlage befand sich einst nördlich außerhalb der Stadtmauern, diente im Laufe der Geschichte unterschiedlichen Zwecken und bildet heute den attraktiven Eingangsbereich des um 1520 eingerichteten Mosbacher Friedhofs.

## Geschichte

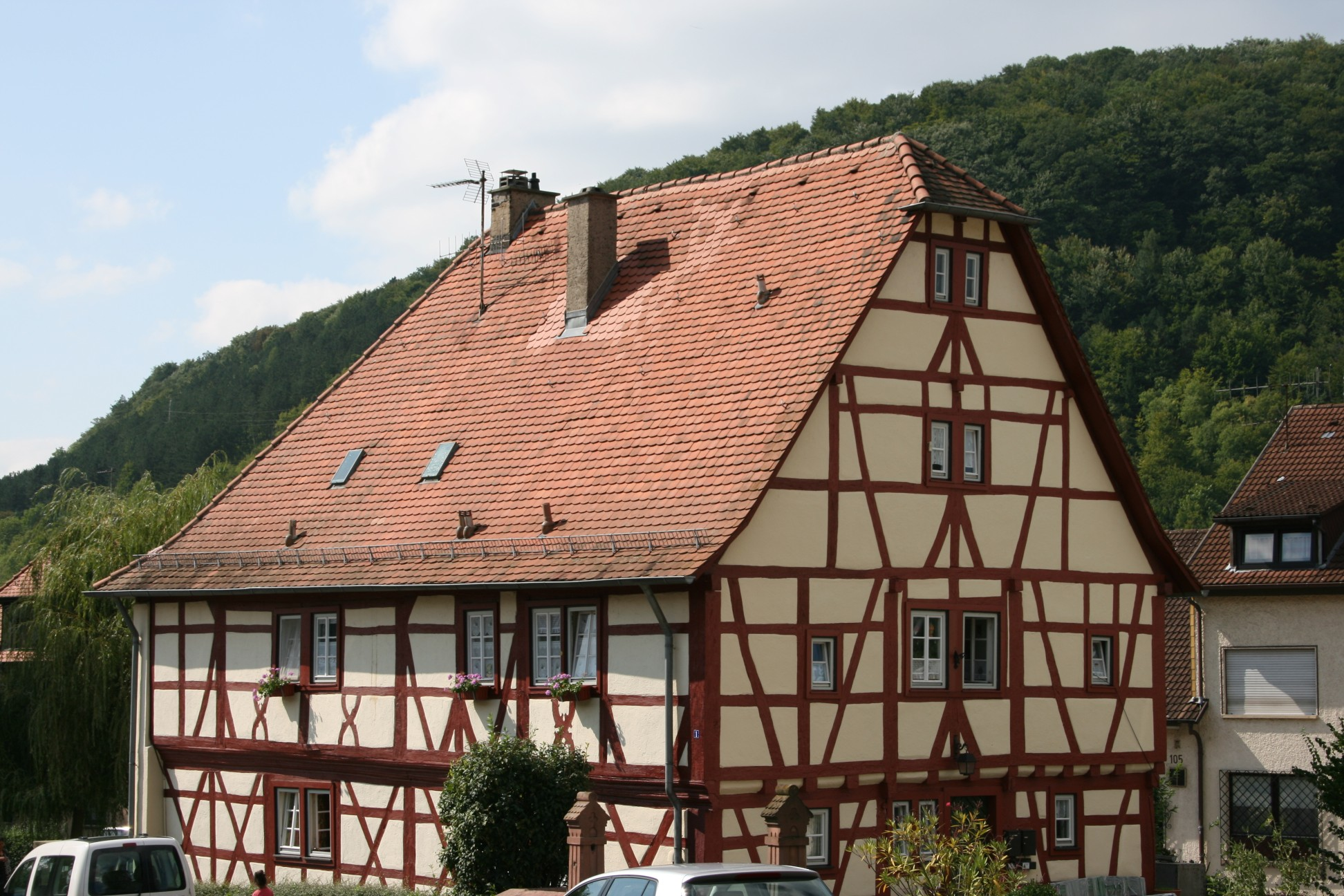
Gutleuthaus

Das Gutleuthaus wurde vermutlich im 13. oder 14. Jahrhundert, zu Zeiten der Lepra als Volksseuche, vor dem Oberen Tor der Stadt Mosbach als Unterkunft für Leprakranke errichtet und später um ein zweites Haus, das Elendshaus ergänzt. Die erste urkundliche Erwähnung beider Häuser erfolgte 1418 in einer Stiftungsurkunde des Chorherren Diether von Grünsfeld, wobei zu dieser Zeit vermutlich keine Leprosen mehr beherbergt wurden und beide Häuser bereits städtische Armen-, Siechen- und Fremdenhäuser waren. Das Elendshaus wurde im 16. Jahrhundert erneuert und diente als Fremdenherberge. Beide Häuser sind in Fachwerkbauweise ausgeführt.
Die Gutleutkapelle, ein rechtwinkliger turmloser Sandsteinbau mit kleinem östlich gelegenen Chor, wurde nach manchen Quellen zwischen 1430 und 1440 von Johanna von Bayern, der Gemahlin von Pfalzgraf Otto I., gestiftet. Andere Quellen nennen als Stiftungsjahr 1479 und als Stifter den Vogt Anselm von Eicholzheim. Der ursprüngliche Eingang der Kapelle befand sich an der Südseite, 1509 wurde mit der spitzbogigen Eingangstür ein den beiden Fachwerkhäusern zugewandtes Portal geschaffen.
Um 1520 wurde der heutige Mosbacher Friedhof anstelle eines innerstädtischen Friedhofs direkt östlich an die Gutleutkapelle anschließend angelegt. Durch das Anwachsen der Stadt Mosbach befindet sich die ursprünglich außerhalb der Stadtmauern gelegene Anlage heute im Stadtgebiet.
Im Laufe der Geschichte dienten die Gebäude der Gutleutanlage verschiedenen Zwecken, so wurde beim Bau der Bahnstrecke Neckarelz–Osterburken nach 1860 ein Spital für Eisenbahnarbeiter im Elendshaus eingerichtet und die Gutleutkapelle diente lange Zeit als städtisches Leichenhaus. 1936 wurde die Anlage durch Dr. Lacroix vom Denkmalamt restauriert. Heute werden Gutleuthaus und Elendshaus als Wohnhäuser genutzt, die Kapelle dient als Friedhofs- und Hochzeitskapelle sowie für verschiedene kulturelle Zwecke.

## Gutleutkapelle

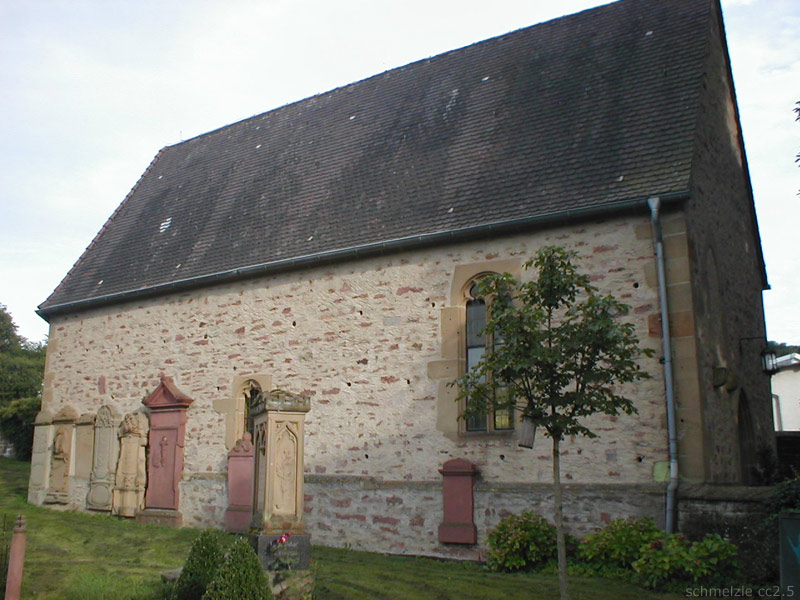
Gutleutkapelle, Ansicht von Norden

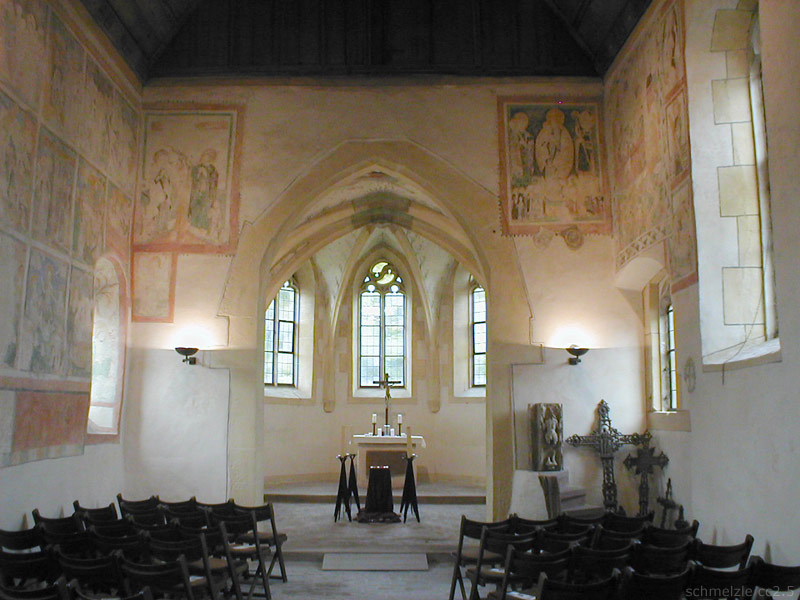
Gutleutkapelle, Blick zum Chor

Die Gutleutkapelle ist ein turmloser rechtwinkliger Sandsteinbau mit östlich ausgerichtetem Chor. Das spitzbogige Portal an der Westseite stammt von 1509, an der Südseite ist noch ein heute vermauerter älterer Eingang zu erkennen. Links oberhalb des Portals an der Westseite befindet sich eine weitere vermauerte Tür, die im Inneren zur Empore führt. Ob diese vermauerte Tür einst mit einer außenliegenden Treppe den Zugang zur Empore bildete oder ob sich hier einst eine von der Empore aus zugängliche außenliegende Kanzel befand, ist unbekannt. An der rechten Seite des Triumphbogens zum Chor hat sich im Inneren einst eine Kanzel befunden, von dieser sind jedoch nur noch einige Sandsteinstufen des Treppenaufgangs vorhanden. Im Chor ist ein historisches Epitaph in den Fußboden eingelassen.
Die Gutleutkapelle enthält in ihrem Inneren zahlreiche Wandmalereien aus der Zeit um 1500. Der so genannte „Bildteppich“ an der nördlichen Wand ist mit 1496 datiert und zeigt in zwölf Bildern die Passion, in vier Bildern die Verherrlichung Jesu sowie eine Taufszene. Die Fensterleibungen des angrenzenden Fensters zeigen ein Rankenornament sowie den Hl. Jakobus den Älteren. An der Südwand befindet sich eine großflächige Darstellung des Martyriums der Zehntausend, der drei kleine Bilder (Erzengel Michael mit Seelenwaage, Apostel Andreas und Hl. Ursula von Köln mit Jungfrauen) beigestellt sind. Der Triumphbogen zum Chor zeigt links eine Kreuzigungsszene mit Maria und Johannes, rechts eine Madonna mit dem Kind zwischen Petrus und einem Bischof, darunter die Stifterfamilie. Über der zugemauerten Tür an der Südwand ist der Hl. Christophorus zu sehen, die Gewölbefelder der Chordecke sind mit den vier Evangelistensymbolen und Rankenornamenten ausgemalt.
Der Schlussstein im Chor zeigt das Stifterwappen. Gut erhalten sind außerdem die meisten der ursprünglich zwölf Weihekreuze an den Wänden der Kirche. Bei einer der letzten Renovierungen wurden außerdem historische Rötelkritzeleien freigelegt, die vor langer Zeit vermutlich durch Handwerker oder Pilger an den Kirchenwänden hinterlassen wurden.

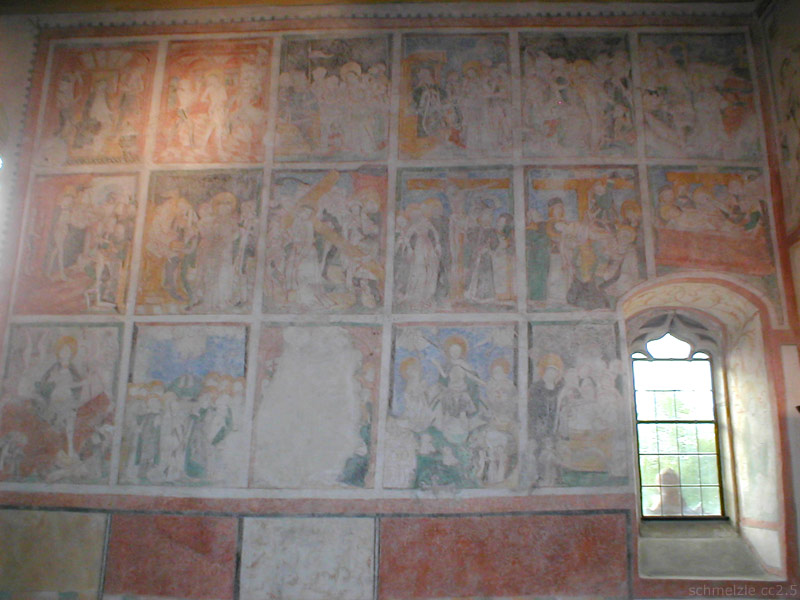
Bildteppich von 1496
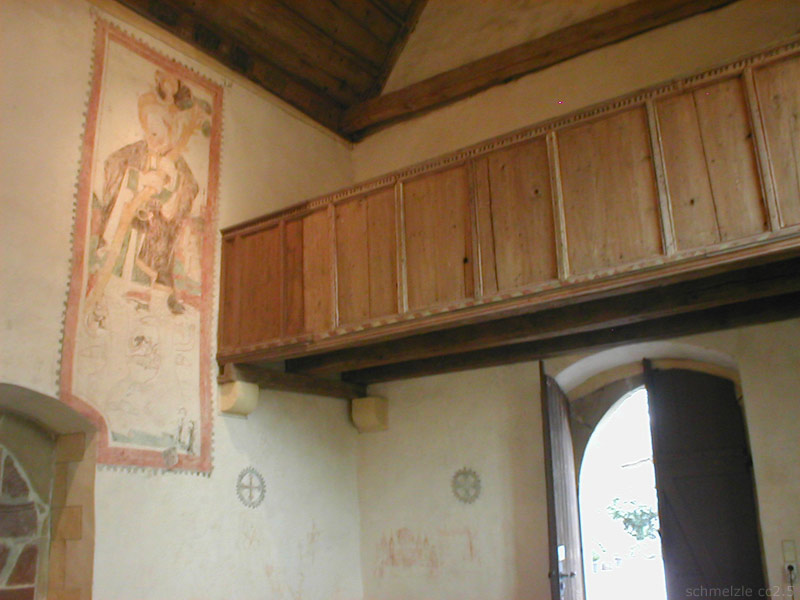
Hl. Christopherus
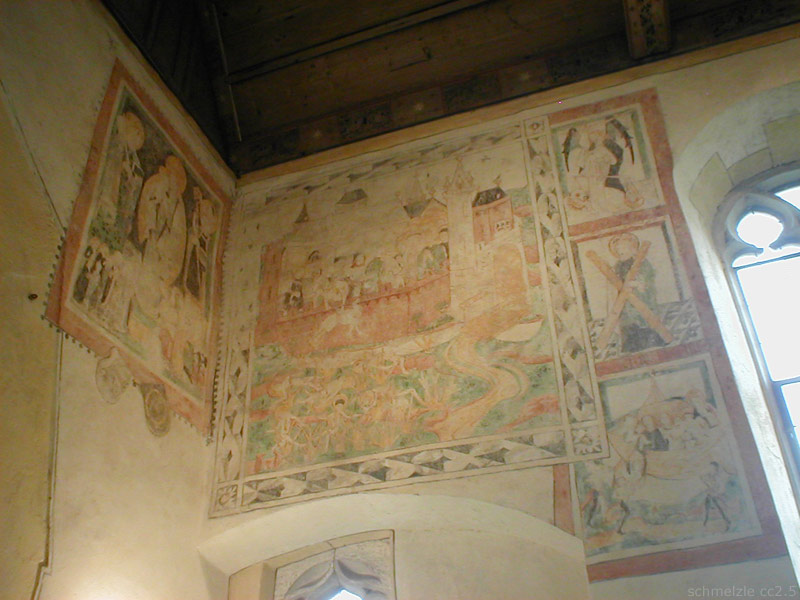
Martyrium der Zehntausend
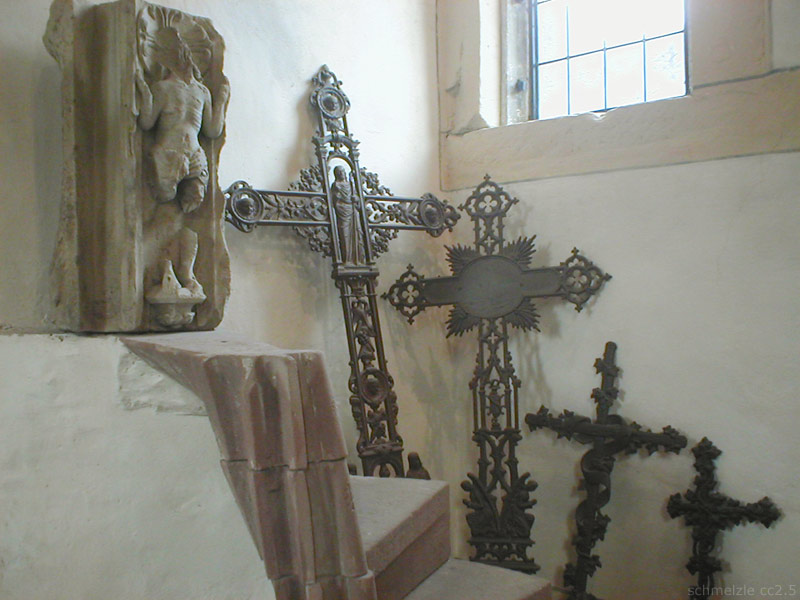
Überreste der Kanzeltreppe

Um die Gutleutkapelle herum befinden sich zahlreiche historische Grabsteine und Epitaphe. Die mittelalterlichen Epitaphe an der Südseite der Kapelle stammen ursprünglich aus der Mosbacher Simultankirche, die Grabsteine an der Nordseite sind teilweise Relikte von tatsächlich an der Kapellenwand befindlichen Gräbern und teilweise erhaltenswerte Grabsteine von Mosbacher Honoratioren und Originalen, so unter anderem der Grabstein des Mosbacher Originals und Ziegenhirts „Geeße Heiner“ (Heinrich Streibich, 1868–1949).